# Stoltenberg
Stoltenberg ist eine Gemeinde im Kreis Plön in Schleswig-Holstein.

## Geografie
Die Gemeinde besteht aus dem Ort Stoltenberg, der an der Ostspitze des Passader Sees liegt, und den Gütern Ottenhof und Charlottenthal. Dazu kommen noch die Höfe Jabek und Adolfshof.

## Geschichte
Vor 1927 gehörte Stoltenberg wie die Nachbardörfer Schlesen und Fargau-Pratjau zum Gut Salzau. Nach Auflösung der Gutsbezirke 1927 war Stoltenberg selbständige politische Gemeinde im damaligen Amt Schlesen. Zum 1. Oktober 1959 bilden die Gemeinden der Ämter Selent und Schlesen das neue Amt Selent/Schlesen. Zum 1. Januar 2008 trat die Gemeinde Stoltenberg aus dem Amt Selent/Schlesen aus und dem Amt Probstei bei.

## Politik

### Gemeindevertretung
Bei der Kommunalwahl am 14. Mai 2023 wurden insgesamt neun Sitze vergeben. Von diesen erhielt die Unabhängige Wählergemeinschaft Stoltenberg fünf Sitze und die SPD vier Sitze.

### Wappen
Blasonierung: „Von Rot und Silber geteilt; oben ein silbernes Nesselblatt, unten drei blaue Kornblumenblüten 2 : 1.“

## Sehenswürdigkeiten
Die Uferbereiche des Passader Sees und dessen Wasserfläche im Gemeindegebiet sind Teil des europäischen NATURA 2000-Schutzgebietes FFH-Gebiet Hagener Au und Passader See,
siehe auchː Liste der Kulturdenkmale in Stoltenberg